# Geistkirch Verlag

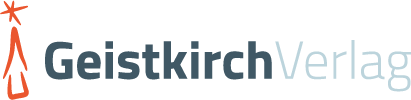
Geistkirch Verlag Logo

Der Geistkirch Verlag ist ein deutschsprachiger Buchverlag mit Sitz in Saarbrücken. Er wurde von den Verlegern Florian Brunner und Harald Hoos 2005 bei einem Essen im Geistkircherhof gegründet.
Schwerpunkte bilden Regionalia, Reise- und Naturführer für Saarland und Umgebung, sowie humorvolle Werke, Comics und außergewöhnliche Biografien meist auch mit dem Bezug zum Saarland.

## Autoren (Auswahl)
(Quelle: )
- Albers Jürgen
- Altenkirch Gunter
- Andres Chris
- Bak Annette
- Becker Sigi
- Bense Georg
- Blum Ewald
- Bollinger Hans
- Brunner Florian
- Buchholz Axel
- Bungert Gerhard
- Conrad Joachim
- Crombroke Allan
- Erlhofer Peter
- Freyer Rainer
- Giersch Volker
- Grabenhorst Klaus
- Hamann Cordula
- Heger Gerd
- Henßen Walther
- Hoos Harald
- Ulrike und Manfred Jakobs
- Job Christian
- Kipp Michael
- Kirschweng Johannes
- Kissel Bernd
- Klaus der Geiger
- Klein Alfons
- Kleiß Peter
- Kleist Thomas
- Klemm Stanislaus
- Klöckner Rolf
- Knauf Rainer
- Knopf Volker
- Kuderna Michael
- Landau Michael
- Lintz Dieter
- Lohmeyer Karl
- Lorenz Robby
- Magin Ulrich
- Metzinger Jörg
- Mihm Karin
- Moser Tilmann
- Munkes Volker
- Offergeld Thilo
- Osenberg Hans Dieter
- Petto Rainer
- Plettenberg Inge
- Quinkenstein Lothar
- Rech Kerstin
- Reinhardt Thomas
- Richner Werner
- Rolshausen Katharina und Martin
- Scharwath Günter
- Scherer Michael
- Schmidt-Gliaugir Volker
- Schmitz Jürgen
- Schwarz-Paqué Walter
- Seip Axel
- Steinberg Boris
- Stigulinszky Bernhard
- Wagnerová Alena
- Wakeford Andrew
- Weber Klaus Peter
- Weber Franz-Rudolf
- Wenning Hermann
- Zender Matthias